# 分散红11
分散红11或称为1,4-二氨基-2-甲氧基蒽醌（1,4-diamino-2-methoxyanthraquinone）是一种红色的分散染料，属于蒽醌衍生物，分子式C15H12N2O3，不溶于水。